# Укркоопспілка

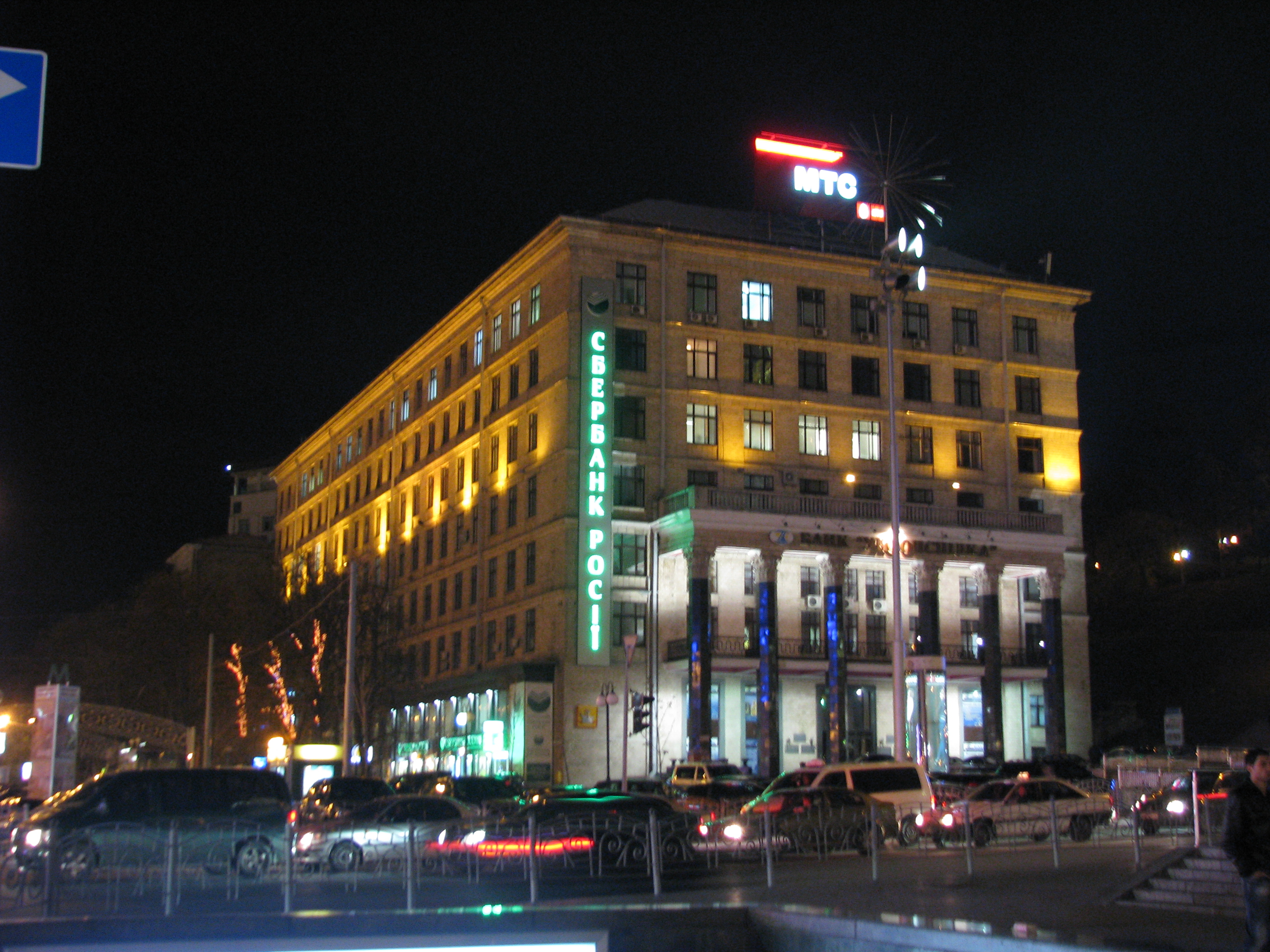
Головний офіс Укркоопспілки (м. Київ, вул. Хрещатик, 7/11)

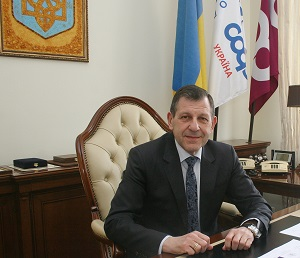
Голова Ради Укркоопспілки Ілля Гороховський

Всеукраїнська центральна спілка споживчих товариств (Укркоопспілка) — некомерційна організація, діяльність якої спрямована на представництво та захист інтересів споживчих товариств, спілок та їх членів у відповідних державних і міжнародних організаціях. Також Укркоопспілка сприяє координації дій членів кооперативів, розвитку і просуванню кооперативних ідей.

## Укркоопспілка в незалежній Україні
В Україні Укркоопспілка веде свою діяльність як на національному, так і на регіональних рівнях. Вона об'єднує обласні споживчі організації та інші, які, в свою чергу, об'єднують районні, міські та сільські споживспілки. Має зареєстрований у державному реєстрі логотип — СООР Україна, який об'єднує усіх членів Укркоопспілки під одним брендом та ідентифікує систему на міжнародному рівні поміж світових кооперативних організацій.. Діяльність Укркоопспілки регламентується Законами України «Про кооперацію» і «Про споживчу кооперацію», нормативними та законодавчими актами, що регулюють діяльність споживчої кооперації, та статутом Укркоопспілки. Укркоопспілка співпрацює з державними органами законодавчої і виконавчої влади України. Вона представлена фахівцями у Раді промисловців і підприємців при Кабінеті Міністрів України та відповідних робочих групах при Міністерстві освіти і науки, Державній регуляторній службі України, громадських радах при Мінекономрозвитку та Мін-агрополітики, Торгово-промисловій палаті, декількох комітетах Європейської Бізнес Асоціації.

### Діяльність Укркоопспілки на території Україні
На сьогодні система споживчої кооперації має значні економічний і ресурсний потенціали, вона включає в себе мережу підприємств торгівлі, закладів ресторанного господарства, готелів, виробничих підприємств та цехів, ринків.
Зазначений потенціал використовується не лише для задоволення потреб членів споживчих товариств, а й виконує соціальну функцію. Зокрема у сільській місцевості, особливо в тих селах, де немає закладів торгівлі. Заклади Системи розташовані в більшості селищ та районних центрів.
Кооператори України відчутно поповнюють місцевий споживчий ринок товарами народного вжитку (насамперед, продуктами харчування).
Система відіграє важливу роль в економіці регіонів та держави в цілому працюючи в законодавчому полі, дотримуючись відповідних норм законів, створюючи робочі місця та сплачуючи податки і збори до бюджетів та позабюджетних фондів держави.
В освітній галузі Система представлена 24 кооперативними закладами вищої освіти, в тому числі 20 коледжами, 2 інститутами та 2 університетами — Львівський торговельно-економічний університет та Полтавський університет економіки і торгівлі.
До системи Укркоопспілки також входить Медіа-холдинг COOP Media, який випускає газети «Вісті» Центральної спілки споживчих товариств України" та «Порадниця» з загальним тижневим тиражем у 155 тисяч екземплярів.
Таким чином, Система споживчої кооперації злагоджена і цілісна, з міцними економічним і кадровим потенціалами.

### Міжнародна діяльність Укркоопспілки
Укркоопспілка є активним учасником міжнародного кооперативного руху.
З жовтня 1992 року вона є повноправним членом Міжнародного кооперативного альянсу (MKA), а також його секторальної — Світові Споживчі Кооперативи (CCW) та регіональної — Кооперативи Європи, організацій.
З січня 2012 року Укркоопспілка — член Європейської спілки споживчих кооперативів (Euro Coop).
Протягом 2014—2018 років представники системи увійшли до складу керівних органів низки міжнародних кооперативних інституцій.
У листопаді 2015 року на Генеральній Асамблеї CCW, Голову Правління Укркоопспілки Іллю Гороховського було обрано, а 2017 р. — переобрано до складу її Правління.
У червні 2018 року Голова Правління Укркоопспілки Ілля Гороховський був обраний Віце-Президентом Euro Coop.
Голова правління Волинської облспоживспілки Марта Кандиба увійшла до складу Гендерного Комітету Міжнародного Кооперативного Альянсу.

## Історія створення і розвитку Укркоопспілки
Наприкінці XIX — на початку XX ст. український кооперативний рух набув значного розвитку. Він став важливим чинником господарського, правового, культурного і духовного піднесення українського народу. В кооперації українське громадянство вбачало одну з конкретних форм демократії, яка наближала Україну до західного стилю економічного життя.
Так, 6 жовтня 1866 року у Харкові офіційно зареєстрували (затвердили Статут) перше в Україні споживче товариство. Його засновниками стали: відомий громадський діяч Микола Баллін, професор Бекетов, професор Гордієнко та інші відомі на той час особистості. Головою товариства обрали професора Гарніч-Гарницького. Товариство об'єднувало 356 членів.
Перша крамниця споживчого товариства відкрилася 27 січня 1867 року і одразу створила серйозну конкуренцію місцевим торговцям, адже в крамниці товариства товари відпускалися за більш низькими цінами і «повною вагою». У 1869 році у складі споживчого товариства було вже три магазини, завод мінеральних вод, швейна майстерня, їдальня, кафе. Річний оборот від торгівлі склав 259192 руб.
Діяльність споживчого товариства не обмежувалась продажем товарів першої необхідності. Тут налагодили збут сільгосппродукції, постачали селянам тканини та сільгоспінвентар, відкривали відділи пивні, чайні, бібліотеки, читальні, розвивали нові виробництва.
Упродовж 1866—1870 рр. в Україні засновано 17 споживчих товариств (у Києві, Харкові, Одесі, Миколаєві, Катеринославі, Полтаві, Балті, Бердянську, Борзні, Ізюмі), які об'єднували в основному інтелігенцію.
Після скасування кріпосного права на західноукраїнських землях також починає активно розвиватись кооперативний рух у вигляді кредитних, торговельних, споживчих та інших кооперативних спілок.
1874 р. у Львові польські кооператори створили Союз заробіткових і господарських товариств, до якого входили 51 кредитний і 7 промислово-торгових кооперативів (17 175 членів). Серед них було чимало українців. Згодом деякі кооперативи перейшли в українські управи. До таких перших українізованих кооперативів належала кредитна спілка «Віра», яка виникла в 1873 р. у містечку Тисмениця Тлумацького повіту.
Перший західноукраїнський споживчий кооператив «Народна торгівля» почав діяти у Львові з 1883 р. Він здійснював роздрібну торгівлю та виконував функції центрального складу споживчої кооперації. «Народна торгівля» мала мережу складів у Львові, Станіславі (нині Івано-Франківськ), Перемишлі, Тернополі. 1907 р. «Народна торгівля» перетворилася на «Крайовий торговельний союз». Перед Першою світовою війною спілка об'єднувала 1244 члени і мала 19 власних великих крамниць. У роки війни більшість споживчих товариств у західноукраїнських землях було ліквідовано. Керівництво відновленням кооперації взяла на себе Рада Крайового ревізійного союзу (1929 перейменований на Ревізійний союз українських кооперативів).
Львівська «Просвіта» започаткувала розвиток кооперативного руху на західноукраїнських землях, зокрема в Галичині, її діячі стали носіями загальної і господарської культури в селах. Засновані за допомогою «Просвіти» установи перетворилися на провідні українські економічні об'єднання. Зокрема, за сприяння «Просвіти» виникли страхове товариство «Дністер» та банк з такою ж назвою. У 1899 р., перехопивши економічні ініціативи у «Просвіти», головним органом кооперації стало товариство «Сільський господар», яке дуже швидко перетворилось на потужну фінансово-економічну спілку.
З 1909 року реорганізоване Крайове товариство «Сільського господаря» «стало одним з найважливіших хліборобських організацій в тодішній Австрії та відіграло дуже важливу роль в історії українського галицького села».
Майбутня молочарська кооперація розпочала свою діяльність при філії товариства «Просвіта» в Стрию, на початку 1900 році, а у 1907 році було засновано «Маслосоюз». Тоді діяло 20 молочарень, де переробляли близько 2 млн літрів молока, продукуючи понад 70 тонн масла. А 1914-го року Маслосоюз об'єднував уже приблизно 100 молочарських спілок, куди селяни щороку здавали 7–7,5 млн літрів молока. Ця кількість давала приблизно 300 тис. кг масла. На той час молочарська кооперація стала справжнім економічним проривом.
Зростання чисельності кредитних спілок зумовило створення в 1898 р. Крайового союзу кредитного (КСК), який об'єднав і підпорядкував собі значну частину українських кредитних кооперативів. Загалом у Східній Галичині до Першої світової війни було близько 7 тисяч різних громадських організацій, здебільшого кооперативного типу, що об'єднували 500 000 осіб.
Паралельно з Галичиною розвивався кооперативний рух на Буковині. «Перший український кредитний кооператив системи Райфайзена (для кредитування селян-фермерів) був створений у 1889 р. в селі Раранчі під Чернівцями. Найбільш поширені на Буковині були сільські ощадні (позичкові) каси системи „Райфайзена“, під проводом „Селянської каси“ в Чернівцях».
На Закарпатті українська кооперація виникла в ході так званої верховинської акції, яку з кінця 90-х років XIX ст. здійснювала мукачівська експозитура угорського міністерства хліборобства. У 1902 р. в Ужанському комітеті діяли кредитні спілки в Перечині, Чорноголовому, Заричевому, В. Березному, Ставному, Худловому, на Мараморощині в с. Дубовому, Ганичі та ін. У 1900—1913 рр. кількість кредитних спілок на Закарпатті збільшилася від 31 до 206, а членів цих спілок — від 7900 до 51 тис., тобто в 6,5 разів.
Розвиток споживчої кооперації спостерігається в 90-ті рр. та на початку XX ст. У цей час виникають споживчі товариства, організовані підприємцями і сільськими робітниками. Упродовж 1891—1904 рр. в Україні з'явилося 469 нових споживчих товариств, а на початку 1914 року кількість споживчих товариств досягла 3280, відповідно у 1917 році — 4873. Споживча кооперація Наддніпрянської України об'єднувала близько 1,4 млн членів.
У 1905 р. організовуються робітничі споживчі кооперативи, створені на кошти самих робітників.
Після 1905 р. з'явилися перші українські об'єднання споживчих товариств (спілки). 1908 р. виникла Київська спілка споживчих товариств, що об'єднала 180 товариств Київської губернії та окремі споживчі кооперативи Подільської губернії, Волинської губернії, Полтавської губернії та Чернігівської губернії. 1912 року виникла Харківська спілка споживчих товариств. 1915 року на базі Полтавського товариства гуртових закупівель заснована Полтавська спілка споживчих товариств. На 1 січня 1917 року в Україні вже було 26 спілок споживчих товариств.
У 1911 р. розпочав свою діяльність реорганізований Київський кредитний банк — Союзбанк, він швидко став важливим організаційним та фінансовим осередком не тільки Київщини, а й всієї Наддніпрянської України. Банк здійснював банківські та торгово-посередницькі операції, організовував промислові підприємства, проводив видавничу діяльність, скликав кооперативні наради.
За період із травня 1917 . по травень 1918 р. відбулося три Всеукраїнські кооперативні з'їзди. Результатом стало створення Українського центрального кооперативного комітету — центральної організації для українських кооперативів.
Стрімко зростала кількість споживчих кооперативів та їх об'єднань. 1920 р. кількість споживчих спілок досягла 134. Із них: крайових — 5, районних — 124 і міських — 5. Найбільшою серед них був Дніпровський союз споживчих товариств («Дніпросоюз») у Києві, що виник у травні 1917 р. «Дніпросоюз» здійснював торгівельні операції, розвивав власне виробництво товарів (фабрики: взуттєву, трикотажну, із виробництва мила), виконував інструкторсько-ревізійні та культурно-освітні функції. Споживча кооперація об'єднувала понад 4 млн пайовиків, а разом з їхніми родинами — 15 млн, або понад 50 % усього населення.
7 липня 1920 року, в Харкові, представниками Дніпроспілки, Об'єднання української робочої кооперації, Союзу споживчих спілок Півдня Росії та Південного управління Центрсоюзу було створено Всеукраїнський союз споживчих кооперативних організацій — ВУКОПСПІЛКА. 1920—21 рр., крім споживчої, вона об'єднувала також інші види кооперації: сільськогосподарську, кредитну, промислову, універсальну.
Із переходом до нової економічної політики, із березня 1921 р., кооперація почала повертатися до традиційних функцій. На 1 жовтня 1925 р. в Україні було 6678 споживчих товариств, із них 6382 сільські (1043 тис. членів) і 296 міських (617 тис. членів). У середньому на сільське споживче товариство припадало 1—2 крамниці, на міське — по 7—8. У 1931 р. частка роздрібного товарообороту кооперативних організацій складала 74 % від загальнореспубліканського.
Проте уже в цей період споживча кооперація втрачала свої класичні ознаки, у зв'язку з реалізацією радянською владою послідовної політики її одержавлення. 29 вересня 1935 було прийнято постанови РНК СРСР і ЦК ВКП(б) «Про роботу споживчої кооперації на селі». Відтоді споживча кооперація, керуючись директивами партійних і державних органів влади, мала обслуговувати тільки жителів сіл. Міські кооперативні заклади роздрібної торгівлі й громад. харчування були передані місцевим відділам системи наркомату внутрішньої торгівлі СРСР.
Значних змін зазнав кооперативний сектор економіки в роки Другої світової війни. Із вересня 1939 р. на території Західної України розпочалася перебудова місцевої кооперації на радянський лад. Уже в грудні 1939 р. було ліквідовано Ревізійний союз українських кооперативів. Припинилася діяльність кредитних і міських споживчих кооперативів, а їхнє майно перейшло у власність держави. У сільської споживчої кооперації було вилучено склади та запаси збіжжя й передано державній організації «Заготзерно». По селах поширювалися сільські споживчі товариства радянського типу. Замість повітових спілок засновувалися районні спілки споживчих товариств, що входили до складу заново створених обласних споживчих спілок: Львівської, Дрогобицької, Станіславської, Тернопільської.
12 серпня 1946 року відповідно до рішення Центрсоюзу СРСР № 768 Українська спілка споживчих кооперативних організацій (УКООПСПІЛКА) отримала назву «Українська республіканська спілка споживчих товариств України (УКООПСПІЛКА)».
17 червня 1992 року п'ятими зборами Ради Укоопспілки XV скликання Українську республіканську спілку споживчих товариств було перейменовано у Центральну спілку споживчих товариств України (УКООПСПІЛКА).
30 липня 2013 року на XXII (позачерговому) з'їзді споживчої кооперації України прийнято рішення про реформування споживчої кооперації України шляхом реструктуризації, а саме — створення представницького органу споживчої кооперації України — Всеукраїнської центральної спілки споживчих товариств (УКРКООПСПІЛКИ).
У Києві, 25 квітня 2024 року, відбувся IV з’їзд Всеукраїнської центральної спілки споживчих товариств. Участь у ньому взяли 115 делегатів делегованих з’їздами Спілок споживчих товариств областей – членів Укркоопспілки. Після завершення з’їзду відбулися перші збори Ради четвертого скликання. На них, згідно Статуту, була обрана Президія Всеукраїнської центральної спілки споживчих товариств (Укркоопспілки), а Головою Ради Укркоопспілки одноголосно обрано Іллю Гороховського. 

## Голови Правління Укоопспілки[3]
| №  | Період роботи на посаді      | ПІБ Голови Правління                 |
| -- | ---------------------------- | ------------------------------------ |
| 1  | серпень 1921 — січень 1922   | Чіркін Василь Гаврилович             |
| 2  | березень 1922 — жовтень 1922 | Затонський Володимир Петрович        |
| 3  | грудень 1922 — квітень 1923  | Калманович Мойсей Йосипович          |
| 4  | травень 1923 — жовтень 1923  | Шліхтер Олександр Григорович         |
| 5  | жовтень 1923 — грудень 1924  | Вєтошкін Михайло Кузьмич             |
| 6  | січень 1925 — січень 1930    | Генкін (Зейферт) Олександр Борисович |
| 7  | лютий 1930 — лютий 1931      | Якубенко Гнат Іванович               |
| 8  | березень 1931 — травень 1933 | Михайлик Михайло Васильович          |
| 9  | червень 1933 — грудень 1934  | Бляхер Матвій Григорович             |
| 10 | березень 1934 — січень 1937  | Кузьменко Василь Денисович           |
| 11 | січень 1937 — червень 1937   | Гаврилов Іван Андрійович             |
| 12 | липень 1937 — травень 1938   | Макеєнко Михайло Микитович           |
| 13 | травень 1938 — березень 1944 | Дрофа Ілля Трохимович                |
| 14 | квітень 1944 — червень 1949  | Липовий В'ячеслав Леонтійович        |
| 15 | червень 1949 — червень 1956  | Маликов Степан Федорович             |
| 16 | серпень 1956 — 5 лютого 1964 | Сай Микола Петрович                  |
| 17 | березень 1964 — липень 1981  | Колесник Феодосій Дмитрович          |
| 18 | серпень 1981 — серпень 1991  | Литвиненко Сергій Васильович         |
| 19 | жовтень 1991 — травень 2011  | Бабенко Станіслав Григорович         |
| 20 | травень 2011 — вересень 2013 | Гончаренко Владислав Васильович      |
| 21 | вересень 2013 — травень 2014 | Гончаренко Василь Дмитрович          |
| 22 | липень 2014 — до цього часу  | Гороховський Ілля Леонідович         |

## Топ-менеджмент: актуальний складПрезидії[4]
| №  | ПІБ                             | Посада |
| -- | ------------------------------- | --- |
| 1  | Гороховський Ілля Леонідович    | Голова Ради Укркоопспілки                                                                                              |
| 2  | Шуманов Олександр Миколайович   | Член Президії, Виконавчий директор Укркоопспілки, Голова Центральної спілки споживчих товариств м. Київ                |
| 3  | Бараш Петро Федорович           | Член Президії, Голова правління Спілки споживчих товариств Рівненської області                                         |
| 4  | Боїн Віктор Олександрович       | Член Президії, Голова правління Спілки споживчих товариств Черкаської області                                          |
| 5  | Носенко Олександр Михайлович    | Член Президії, Голова правління Спілки споживчих товариств «Спілка споживчих товариств Дніпропетровської області»      |
| 6  | Подолян Василь Васильович       | Член Президії, Голова Правління Вінницької обласної спілки споживчих товариств                                         |
| 7  | Войнаш Лідія Герасимівна        | Член Президії Укркоопспілки, директор Департаменту освіти і науки, директор Навчально-методичного центру “Укоопосвіта” |
| 8  | Лопушанська Ірина Володимирівна | Член Президії, директор Департаменту організаційно-кооперативної політики та з корпоративних комунікацій               |
| 9  | Левицкий Володимир Павлович     | Член Президії |
| 10 | Лясковець Олег Анатолійович     | Член Президії Укркоопспілки, директор Департаменту фінансів та проектної діяльності                                    |